# 톰 알터

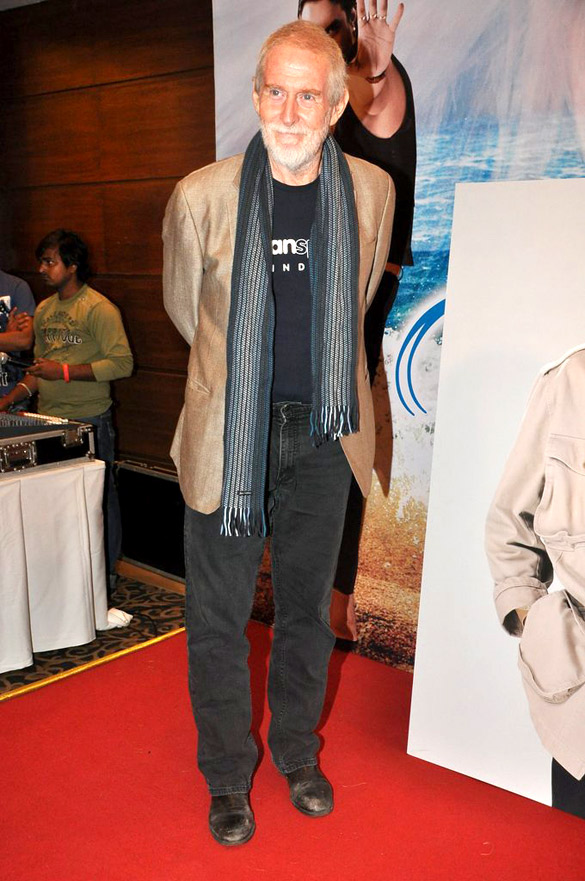

톰 알터(Tom Alter, 1950년 6월 22일 ~ 2017년 9월 29일)는 인도의 영화배우, 교사, 텔레비전 배우이다.
뭄바이에서 사망하였다. 사인은 피부암이다.

## 영화
- 케비 라이트 자이쉬 (2012년)
- 노인의 바다 (2008년)
- 왕과 함께 한 하룻밤 - 에스더 이야기 (2006년) - 사울 왕 역
- 라이징 - 발라드 오브 맹갈 팬디 (2005년)
- 예 헤이 차카드 바카드 범비 보 (2003년)
- 간디 (1982년)
- 플라이트 오브 피전스 (1979년)